# Dudley North, 4. Baron North

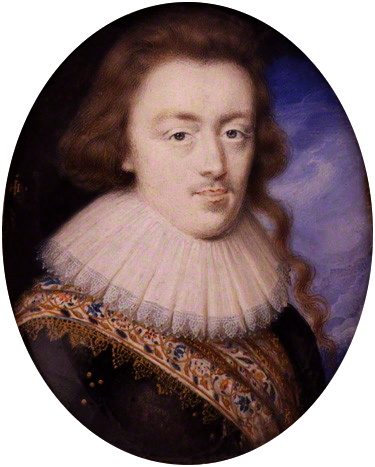
Sir Dudley North, Gemälde um 1628

Dudley North, 4. Baron North (* Oktober oder November 1602; † 24. Juni 1677) war ein englischer Adliger, Politiker und Schriftsteller.

## Herkunft und Jugend
North war der älteste Sohn von Dudley North, 3. Baron North († 1666), seine Mutter war Frances Brockett (1583/4–1677), die jüngste der sechs Töchter von Sir John Brockett von Brocket Hall in Hertfordshire. Er wurde vermutlich in Charterhouse, dem Londoner Stadthaus seines Vaters geboren. Vor der Investitur des Thronfolgers Karl zum Prince of Wales wurde er am 3. November 1616 zum Knight of the Bath geschlagen. Um diese Zeit begann er sein Studium in Cambridge, wo er vermutlich bis 1619 am St John’s College ohne Abschluss studierte. Am 10. August 1619 wurde er zum Gray’s Inn zugelassen, wo er ohne Eifer weiter studierte. Während des Böhmisch-Pfälzischen Krieges nahm er 1620 als Lieutenant am Feldzug von Sir Horace Vere nach Deutschland teil, durch den versucht wurde, die Kurpfalz zurückzuerobern. Nach seiner Rückkehr schrieb er sich am 12. Mai 1622 im Inner Temple ein, doch bat er bald seinen Vater um die Erlaubnis für eine Auslandsreise. Ab Anfang 1623 unternahm er eine Grand Tour nach Italien, Spanien und Frankreich. 1624 wurde ihm von Henry de Vere, 18. Earl of Oxford genehmigt, in den Niederlanden eine Kompanie im englischen Sold aufzustellen und diente bis 1627 als ihr Hauptmann.

## Politische Karriere
Von 1628 bis 1629 war er Abgeordneter im House of Commons für Horsham in Sussex, während des Kurzen und des Langen Parlaments war er ab 1640 Abgeordneter für Cambridgeshire. 1634 wurde er Friedensrichter für Cambridgeshire. Er blieb lange ein Anhänger der Monarchie, ehe er widerstrebend ein Unterstützer des Parlaments wurde, um die Interessen seiner Familie zu schützen. 1642 gehörte er zur Parlamentsdelegation, die sich Hampton Court vor dem König über dessen Politik beschwerten. Während des Bürgerkriegs stellte er für das Parlament in Cambridgeshire Truppen auf und entwaffnete des Katholizismus oder als Monarchisten verdächtigte Einwohner. 1648 wurde er nach Pride’s Purge aus dem Parlament ausgeschlossen.
Bereits 1637 und 1638 war er an der Entwässerung der Fens in Lincolnshire beteiligt gewesen. Nach seinem Ausscheiden aus dem Parlament widmete er sich wieder dem komplexen Gebiet der Entwässerung, womit er sich vergeblich eine Verbesserung seiner Einkünfte erhoffte. Er wurde Richter für Ely und Suffolk und musste sich mit während des Commonwealth verpönten Delikten wie Glücksspiel und Alkoholkonsum befassen.
Nach der Stuart-Restauration weigerte er sich, uneingeschränkt für die Monarchie einzustehen. Deshalb wurde er bei der Parlamentswahl 1660 nicht als Kandidat für Cambridgeshire gewählt, worauf er für die Stadt Cambridge kandidierte und gewählt wurde. Im Parlament verhielt er sich jedoch weitgehend passiv und kandidierte 1661 nicht erneut. Am 5. Juni 1660 bat er den König um Begnadigung, die ihm am 3. September 1660 gewährt wurde. Nach dem Tod seines Vaters 1666 erbte er den Titel Baron North und wurde er Mitglied des House of Lords.

## Schriftstellerische Tätigkeit
Bereits 1619 hatte er erstmals Gedichte in Lacrymae Cantabrigienses anlässlich des Todes von Königin Anna veröffentlicht. Der als gebildet geltende North beschäftigte später in seinem Haushalt John Jenkins als eigenen Musikmeister und besaß eine reichhaltige Bibliothek. Neben Gedichten verfasste er nach seinem Rückzug aus der Politik autobiographische Schriften sowie Bücher zur Theologie und Haushaltsführung.

## Familie
Bereits unter seinem Vater war das Familienvermögen zusammengeschrumpft, auch Dudley hatte durch die Folgen des Bürgerkriegs nur geringe Einkünfte. Am 24. April 1632 heiratete er Anne Montagu (1613/14–1681), die zweite Tochter von Sir Charles Montagu, einem jüngeren Bruder von Henry Montagu, 1. Earl of Manchester, und von seiner zweiten Frau Mary Whitmore. Nach dem Tod seines Schwiegervaters wurde seine Frau Miterbin eines ansehnlichen Vermögens. North lebte mit seiner Familie in Kirtling Tower in Cambridgeshire, dem Familiensitz der Norths, dazu kaufte er 1638 ein Stadthaus in Tostock in Suffolk. Bis zu dessen Tod prägte sein strenger Vater mit sein Leben.
Mit seiner Frau hatte er 14 Kinder, von denen zehn das Erwachsenenalter erreichten, darunter:
- Charles North, 5. Baron North (1635–1691)
- Francis North, 1. Baron Guilford (1637–1685)
- Hon. Dudley North (1641–1691)
- Hon. John North (1645–1683)
- Hon. Roger North (1653–1734)
- Hon. Montagu North
- Hon. Anne North ⚭ Robert Foley of Stourbridge, Worcestershire
- Hon. Christian North ⚭ Sir George Wenyeve of Brettenham, Suffolk
- Hon. Elizabeth North, ⚭ (1) Sir Robert Wiseman, ⚭ (2) William Paston, 2. Earl of Yarmouth
- Hon. Mary North ⚭ Sir William Spring of Pakenham, Suffolk.

North galt als anständiger und rücksichtsvoller Mann, der sein Leben lang teils unter schwierigen Umständen gearbeitet hatte. Er wurde in der Kirche von Kirtling begraben. Er blieb weniger wegen seiner Schriften und seiner politischen Tätigkeit in Erinnerung, sondern vor allem als strenger, doch sorgfältig erziehender Vater, von dessen Kindern mehrere eine bemerkenswerte Karriere machten. Von seinen Kindern wurde sein ältester Sohn 1673 zum Baron Grey of Rolleston erhoben, drei seiner Söhne wurden Abgeordnete, von ihnen wurde Francis 1682 Lord Keeper of the Great Seal und zum Baron Guildford erhoben. Dudley North wurde Wirtschaftswissenschaftler, John North Master des Trinity College in Cambridge.

## Werke (Auswahl)
- Narrative of Some Passages relating to the Long Parliament, London 1670.
- Observations and advices oeconomical, London 1669.
- Light in the way to Paradise. With other occasionals. London 1682.